# ريب كونواي
ريب كونواي (بالإنجليزية: Rip Conway)‏ هو لاعب كرة قاعدة أمريكي، ولد في 18 أبريل 1896 في وايت بير ليك في الولايات المتحدة، وتوفي في 18 أبريل 1972 في سانت بول في الولايات المتحدة.

## وصلات خارجية
- ريب كونواي على موقع دوري كرة القاعدة الرئيسي (الإنجليزية)
- ريب كونواي على موقعبيزبول رفرنس.كوم (الدوري الثانوي) (الإنجليزية)